# Elezioni legislative in Svezia del 1985
Le elezioni legislative in Svezia del 1985 si tennero 15 settembre per il rinnovo del Riksdag. In seguito all'esito elettorale, Olof Palme, espressione del Partito Socialdemocratico, fu confermato Ministro di Stato; Palme, assassinato il 28 febbraio 1986, fu succeduto da Ingvar Carlsson, esponente dello stesso partito.

## Risultati
| Liste                                              | Voti      | %     | Seggi |
| -------------------------------------------------- | --------- | ----- | ----- |
| Partito Socialdemocratico dei Lavoratori di Svezia | 2 487 551 | 44,68 | 159   |
| Partito Moderato                                   | 1 187 335 | 21,33 | 76    |
| Partito Popolare                                   | 792 268   | 14,23 | 51    |
| Partito di Centro                                  | 691 258   | 12,42 | 44    |
| Partito della Sinistra                             | 298 419   | 5,36  | 19    |
| Partito Ambientalista i Verdi                      | 83 645    | 1,50  | –     |
| Altri                                              | 26 546    | 0,48  | –     |
| Totale                                             | 5 567 022 | 100   | 349   |